# Polycirrus quadratus
Polycirrus quadratus är en ringmaskart som beskrevs av Anne D. Hutchings 1990. Polycirrus quadratus ingår i släktet Polycirrus och familjen Terebellidae. Inga underarter finns listade i Catalogue of Life.